# Belemedik
Belemedik ist ein Ortsteil (Mahalle) im Landkreis Pozantı der türkischen Provinz Adana mit 83 Einwohnern (Stand: Ende 2024). Im Jahr 2011 hatte der Ort 65 Einwohner.
Von Deutschen im Zuge des Baus der Bagdadbahn „errichtete provisorische Stadt und Bahnstation, die als Hauptquartier beim Tunnelbau im Taurus diente“.